# Philippe Delval
Philippe Delval est un footballeur professionnel français, né le 30 décembre 1959 à Caen (Calvados).
Ce défenseur réalise toute sa carrière dans le club de sa ville natale, le Stade Malherbe Caen. En 1988, il met fin à sa carrière de joueur et intègre l'équipe technique du club caennais.
de juin 1988 à 1992 adjoint de Robert Nouzaret et Bobby Brown en D1,puis devient entraineur à verson (District) juin 1992 à mai 2000, juin 2000-mai 2003 entraineur adjoint à christophe Point à Bayeux (DH),juin 2003-2005 entraineur à ifs (DH),juin 2006-mai 2007 entraineur à Bourguebus (DHR),Juin 2007-2016 entraineur à Hermanville sur mer (PH),juin 2016-mai 2017 bourguebus (R3) entraineur adjoint.

## Statistiques
Delval dispute avec le SM Caen 130 matchs de deuxième division française.
| Saison                | Club                  | Championnat           | Championnat | Championnat | Coupe(s) nationale(s) | Coupe(s) nationale(s) | Total | Total |
| Saison                | Club                  | Division              | M.          | B.          | M.                    | B.                    | M.    | B.    |
| 1977-1978             | SM Caen               | D2                    | 4           | 0           | -                     | -                     | 4     | 0     |
| 1978-1979             | SM Caen               | D3                    | 1           | 0           | -                     | -                     | 1     | 0     |
| 1979-1980             | SM Caen               | D3                    | 7           | 1           | -                     | -                     | 7     | 1     |
| 1980-1981             | SM Caen               | D2                    | 25          | 1           | 1                     | 0                     | 26    | 1     |
| 1981-1982             | SM Caen               | D3                    | 19          | 2           | -                     | -                     | 19    | 2     |
| 1982-1983             | SM Caen               | D3                    | 32          | 2           | -                     | -                     | 32    | 2     |
| 1983-1984             | SM Caen               | D3                    | 30          | 5           | 3                     | 0                     | 33    | 5     |
| 1984-1985             | SM Caen               | D2                    | 34          | 0           | 1                     | 0                     | 35    | 0     |
| 1985-1986             | SM Caen               | D2                    | 32          | 0           | 1                     | 0                     | 33    | 0     |
| 1986-1987             | SM Caen               | D2                    | 32+1        | 2           | 3                     | 0                     | 36    | 2     |
| 1987-1988             | SM Caen               | D2                    | 3           | 0           | -                     | -                     | 3     | 0     |
| Total sur la carrière | Total sur la carrière | Total sur la carrière | 219         | 13          | 10                    | 0                     | 229   | 13    |